# Fernando Soler
Fernando Soler, nome d'arte di Fernando Díaz Pavía (Saltillo, 24 maggio 1896 – Città del Messico, 24 ottobre 1979), è stato un attore, regista, produttore cinematografico sceneggiatore messicano.

## Biografia
Primo di cinque fratelli, Andrés Soler, Domingo Soler, Julián Soler e Mercedes Soler, tutti attori di fama, è considerato uno degli esponenti del periodo d'oro del cinema messicano, con oltre 100 apparizioni in pellicole cinematografiche dell'epoca e una assidua collaborazione col regista Luis Buñuel.

## Filmografia parziale

### Attore
- ¿Cuándo te suicidas?, regia di Manuel Romero (1932)
- La colpa che uccide (El ogro), regia di Fernando de Fuentes (1939)
- La bestia negra, regia di Gabriel Soria (1939)
- Seduzione (Papacito lindo), regia di Fernando de Fuentes (1939)
- Credo in Dio (Creo en Dios), regia di Fernando de Fuentes (1939)
- Il grande teschio (El gran calavera), regia di Luis Buñuel (1949)
- Adolescenza torbida (Susana - Susana, demonio y carne), regia di Luis Buñuel (1950)
- La figlia dell'inganno (La hija del engaño), regia di Luis Buñuel (1951)
- No desearás a la mujer de tu hijo, regia di Ismael Rodríguez (1951)
- El gran perro muerto, regia di Rogelio A. González (1981)

### Regista
- Con su amable permiso (1940)
- El barbero prodigioso (1942)
- La voce della mamma (El indiano) (1955)
- Sólo para maridos (1955)

## Riconoscimenti
- Premio Ariel
  - 1951 – Miglior attore per No desearás a la mujer de tu hijo[2]